# Абетоне
Абето̀не (на италиански: Abetone) е село в Централна Италия, община Абетоне Кутиляно, провинция Пистоя, регион Тоскана. Разположено е на 1388 m надморска височина. Селото е известен зимен планински курорт в Тоскана.